# Grochowy
Grochowy (prononciation : [ɡrɔˈxɔvɨ]) est un village polonais de la gmina de Rychwał dans le powiat de Konin de la voïvodie de Grande-Pologne dans le centre-ouest de la Pologne.
Il se situe à environ 5 kilomètres au sud-est de Rychwał (siège de la gmina), à 21 kilomètres au sud de Konin (siège du powiat) et à 97 kilomètres au sud-est de Poznań (capitale régionale).
Le village possédait une population de 630 habitants en 2015.

## Histoire
De 1975 à 1998, le village faisait partie du territoire de la voïvodie de Konin.

Depuis 1999, Grochowy est situé dans la voïvodie de Grande-Pologne.